# EOKA

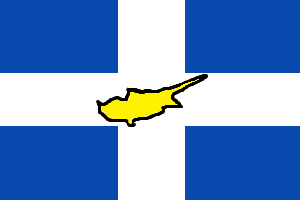
Bandera de la EOKA

La Ethniki Organosis Kyprion Agoniston (español: Organización Nacional de Combatientes Chipriotas), fue una organización nacionalista chipriota griega que luchó para la expulsión de las tropas de Reino Unido de la isla, para la autodeterminación y para la unión con Grecia en la segunda mitad de los años 50. Sus primeros miembros provenían de dos organizaciones fundadas por Makarios: Unión de Jóvenes Cristianos Ortodoxos (OXEN) y de la Organización Juvenil Pan Chipriota Enosista (PEON).

## Liderazgo
La organización fue dirigida por Georgios Grivas, coronel chipriota en el ejército griego que se distinguió durante la Segunda Guerra Mundial y la guerra civil griega subsecuente. Grivas asumió el nombre de guerra Digenis en el honor de la leyenda bizantina Digenis Akritas que rechazó a invasores de Chipre durante la Edad Media. EOKA fue apoyada clandestinamente por el gobierno griego a través de armas, dinero y propaganda en las estaciones de radio Atenas.

## Campaña militar
Su campaña del guerrilla comenzó en 1955 sobre instalaciones militares y civiles británicas como así sobre los colaboradores greco - chipriotas y turcos - chipriotas, informadores, comunistas y miembros de la formación paramilitar Turco - chipriota TMT (Türk Mukavemet Teşkilats). Sobre 32.000 tropas británicas fueron asignados para combatir la organización más 8000 auxiliares locales (la EOKA tenía 250 guerrilleros regulares y 1000 irregulares aunque otras fuentes les dan 200-350 combatientes y 750 simpatizantes armados), oficialmente perdieron la vida de 104 hombres del personal militar británico. Sin embargo, se cree que el número real de soldados, de administradores británicos y del personal del policía perdido es, por lo menos, tres veces el mencionado.
La actividad de EOKA duró hasta el 24 de diciembre de 1959, cuando un alto al fuego fue convenido en momentos que el gobierno británico propuso el acuerdo de Zúrich para el futuro del país. Su objetivo de librar a Chipre del gobierno británico fue logrado el 16 de agosto de 1960 cuando ese país alcanza su independencia del Reino Unido. Sin embargo, tal independencia negó explícitamente la enosis, unión con Grecia buscada por EOKA.

## Armamento
La EOKA se armó con armas británicas robadas. La operación anglo-francesa de Suez en 1956 brindó la oportunidad de robar subfusiles MAT-49 y fusiles M1949 franceses. Las fuerzas de seguridad se apoderaron de gran parte del limitado arsenal de la EOKA que incluía material de diverso origen, incluyendo escopetas caseras.
La EOKA contaba con fabricantes de bombas y obtenía explosivos para pesca y minería o recuperaba proyectiles excedentes. Los dispositivos incluían una pequeña bomba creada a partir de un cartucho de escopeta, artefactos explosivos improvisados fabricados a partir de tuberías, minas a presión caseras en cajas de madera o hojalata y bombas fabricadas con piezas de televisores.

## Final de las operaciones
Cuando Chipre alcanzó su independencia, acordó una compleja constitución en la cual existían dos comunidades y un compromiso de garantía de seguridad intercomunal a través de tres garantes: Grecia, Turquía y Gran Bretaña. En el año 1963 se iniciaron enfrentamientos intercomunales teniendo de protagonistas a combatientes de la EOKA.
El reclutamiento clandestino, entrenamiento y organización comenzó nuevamente a inicios de 1961. Aunque la EOKA que había luchado en la campaña de 1954/9 había sido desbandada, muchas de sus armas no habían sido entregadas a la policía y las células se mantuvieron activas. Estas células serán la base de la nueva fuerza. En 1962, se inició con el entrenamiento en las montañas de Troodos bajo la direcciones de oficiales greco-chipriotas del ejército de Chipre, empleando armas sacadas de los arsenales de este. Para 1963, 10000 greco-chipriotas tenían entrenamiento militar.

## EOKA - B
Esta fue una organización paramilitar favorable a la enosis conformada por la derecha greco-chipriota y formada en 1971. Fue apoyada por la Junta Militar Griega que accedió al gobierno en 1967 tras derrocar al gobierno legítimo de George Papandreou. En septiembre de 1970, Grivas retornó secretamente a la isla y formó una nueva organización secreta llamada EOKA-B. La Junta Militar de Atenas lo envió para activar la enosis, lo que le daría respaldo a su acción de gobierno, legitimidad y alargaría su vida en el poder.
Mientras que la EOKA (1955-59) vista por la mayoría de los greco - chipriotas como combatientes anticolonialistas, la EOKA-B no tenía el apoyo abrumador de la población, escéptica sobre la implicancia de las organizaciones relacionadas con la dictadura griega. Su impopularidad aumentó después de ataques contra los socialistas chipriotas griegos y los partidarios de la independencia, mientras que el ultraje público siguió el asesinato del ministro Polycarpos Georgadjis y una tentativa de asesinato de Makarios. Las confrontaciones con Makarios (culpado de no llevar adelante la pretendida unión con Grecia) se hacen abiertas en diciembre de 1973 por la muerte de un pastor en manos de esta organización. Makarios adoptó una postura pragmática en el sentido de que a veces estableció alianzas con la ultraderecha y en otras ocasiones con las fuerzas comunistas.
En enero de 1974, Georgios Grivas muere de un ataque cardíaco. Con su muerte, la nueva dirección de EOKA-B pasó cada vez más al control directo e influencia de la junta militar de Atenas. En abril, la organización es declarada ilegal y al mes siguiente se le ordena entregar las armas. El 15 de julio de 1974, la EOKA-B, con la aprobación del dictador griego Ioannides, lanzó un golpe de Estado derrocando Makarios e instalando a Níkos Sampsón como presidente de Chipre. Esta acción provocó la intervención militar turca a partir del 20 de julio de 1974 (Operación Atila) que condujo a consecuente división de hecho de la isla.
El 11 de febrero de 1978, la EOKA B anunció que se desbandaba.